# Lucas Lima
Lucas Urbano Dias de Lima, född 2 april 2002 i Rio de Janeiro, är en svensk-brasiliansk fotbollsspelare som spelar för Utsiktens BK, på lån från norska Fredrikstad FK.

## Karriär
Den 6 augusti 2021 förlängde Lima sitt kontrakt i IFK Norrköping fram över säsongen 2023 och blev samtidigt utlånad till Östers IF på ett låneavtal över resten av säsongen. Fyra dagar senare debuterade Lima i Superettan i en 0–0-match mot Trelleborgs FF, där han blev inbytt i den 65:e minuten mot Marc Rochester Sørensen.
Efter bristande speltid i IFK Norrköping värvades Lima under sommaren 2022 till norska Fredrikstad FK i den norska andradivisionen. I augusti 2023 lånades han ut till Superettan-klubben Helsingborgs IF. I februari 2024 lånades Lima ut till Utsiktens BK på ett säsongslån.